# Hieracium jarzabczynum
Hieracium jarzabczynum là một loài thực vật có hoa trong họ Cúc. Loài này được (Pawł. & Zahn) Mráz & Chrtek f. mô tả khoa học đầu tiên năm 2007.